# Lascano
Lascano ist eine Stadt in Uruguay.

## Geographie
Sie befindet sich im Norden des Departamento Rocha in dessen 3. Sektor wenige Kilometer vom Río Cebollatí entfernt. Lascano ist von bedeutenden Sümpfen und Feuchtgebieten umgeben und liegt am Kreuzungspunkt der Rutas 14 und 15. Die Entfernung zur Landeshauptstadt Montevideo beträgt rund 260 Kilometer. Bis zur Departamentohauptstadt Rocha sind es etwa 100 Kilometer. Nächstgelegene größere Ansiedlungen sind José Pedro Varela und 19 de Junio im Nordwesten, Velázquez im Süden und San Luis al Medio oder Chuy im Osten.

## Geschichte
Die Stadt wurde am 10. Februar 1876 auf den Feldern des Großgrundbesitzers Francisco Fernández gegründet und trug ursprünglich den Namen Tres Islas. Dieser kam durch die gleichnamige, unweit gelegene Gegend zustande. Der heutige Name ist auf einen der gleichnamigen Gründer des Ortes zurückzuführen. Den Status als Kleinstadt (Villa) bekam sie am 4. Juli 1908 verliehen. Bereits zu Beginn des 20. Jahrhunderts verfügte der Ort, für den zu jener Zeit rund 55 Hektar Planungsgebiet vorhanden war, über eine gut ausgebaute Infrastruktur. So gab es im in einer von der Viehzucht geprägten Gegend gelegenen Ort eine öffentliche Schule, ein Gericht, eine Polizeistation, einen Telegraph, ein Postamt und eine Einwohnervertretung (Comisión Municipal). Auch eine Zeitung war hier ansässig. Im Norden Lascanos hatten sich seinerzeit bereits die beiden Barrios Correa und Otamendi gebildet, während sich im Süden die Viertel Fernández, Gamón und Porvenir befanden. Die Bevölkerungsstruktur wird in dieser Phase von Lascanos Entwicklung als kosmopolitisch, jedoch mit starkem Anteil spanischer Einwanderer beschrieben. Am 5. November 1952 erreichte Lascano dann durch das Gesetz Nr.11.874 die Einstufung in die Kategorie einer Stadt.

## Einwohner
Anfang des 20. Jahrhunderts hatte Lascano rund 2000 Einwohner. Heutzutage (Stand: 2011) beträgt die Einwohnerzahl Lascanos beträgt 7.645, davon 3.788 männliche und 3.857 weibliche Einwohner.
| Jahr | Einwohner |
| ---- | --------- |
| 1963 | 5.309     |
| 1975 | 6.026     |
| 1985 | 7.152     |
| 1996 | 7.134     |
| 2004 | 6.994     |
| 2011 | 7.645     |

Quelle: Instituto Nacional de Estadística de Uruguay

## Stadtverwaltung
Bürgermeister (Alcalde) von Lascano ist Ricardo Rodríguez Dutra.

## Söhne und Töchter der Stadt
- Julio Acuña (* 1954), Fußballspieler und -trainer
- Artigas Barrios (1937–2022), Politiker
- Carlos Julio Eizmendi (1932–1985), Geiger
- Sergio Martínez Pereyra (* 1977), Fußballspieler
- Adauto Puñales (1935–2009), Politiker
- Yeanneth Puñales (* 1961), Politikerin und Schriftstellerin
- Roberto Machado, Journalist